# Manchester United Championship Soccer
Manchester United Championship Soccer, na Alemanha também chamado de Lothar Matthäus Super Soccer,[carece de fontes?] é um Jogo eletrônico de futebol desenvolvido pela empresa britânica Ocean Software, e lançado em 1995 para o Super Nintendo.